# Erynniola atricolor
Erynniola atricolor är en tvåvingeart som beskrevs av Louis-Paul Mesnil 1977. Erynniola atricolor ingår i släktet Erynniola och familjen parasitflugor.
Artens utbredningsområde är Madagaskar. Inga underarter finns listade i Catalogue of Life.